# 朝倉奏美
朝倉 奏美（あさくら かなみ）は日本の女性声優。主にアダルトゲームに声をあてている。

## 出演作品
太字は主役・メインキャラクター

### ゲーム

#### 2009年
- いたずら極悪（宮本日向）[1]
- 妹こうかん!（結城明香里）[2]
- ボクがワタシになった理由 〜女装計画〜（シスター・アネッサ）[3]
- 露出人形 〜恥ずかしさに震える少女〜（店員1）

#### 2010年
- 兄貴の新妻 〜夫のことが好きなのに…〜（佐伯春歌）
- イキジゴク（江草優美）[4]
- いじくりママ（春野陽向）
- Venus Blood -EMPIRE-（ツクヨミ、フェネ）[5]
- 遠望のフェルシス Horizon of the earth and sky（ベアトリーチェ[6]、ベルナデット、女中B）
- 堕としアナ（亜澄ひなた）[7]
- カスタムレイド4+[8]
- 彼女の母親 〜私を娘だと思って…ね?〜（上原恵美、美衣）[9]
- それいゆ -PREMIE`RE-（フィムネット・アンセム）[10]
- 中出しスパイの挿入捜査 -子宮の平和は俺が守る!-（井伊山妹実）[11]
- 孕ませ修学旅行 〜そうだ、子作りに行こう〜（西川花音）[12]
- 秘姫妃-愛（ヒメゴト-アイ） 〜嵌める母娘の気持ち良さ〜（エルラーナ・ウェルガリア）
- 母乳が染み出る愛娘・愛美「お父さん、私のミルクたくさん搾って欲しいの……」（高藤魅羽）[13]
- One☆らばー!! 〜ミクちゃんの恋人〜（相川美久）[14]

#### 2011年
- 淫術の学園（士流めぐみ）
- 巨乳ちゃんはビ・ン・カ・ン（大峰瑤子）[15]
- 蠱蝶の夢「もう、やめて……! これ以上私の精神を穢さないで……!」（朝比奈美羽）[16]
- 少女のきもち 〜おんなのこだって、エッチだもん!〜（橘華音、橘花音）
- ぜったい絶頂☆性器の大発明!! ─処女を狙う学園道具多発エロ─（笹ノ瀬風璃）[17]
- 操心術0（樺曄子、三上梓、糸洲杏子、塚元水樹、田中春花、柊あかね、野木輝美、ライブラリーズ職員A、女子1）
- それでも妻を愛してる（白川ちひろ）[18]

### ドラマCD
- アイドル☆シスター（高野 彩花）[19]